# Onthophagus nigriceps
Onthophagus nigriceps är en skalbaggsart som beskrevs av Achille Raffray 1877. Onthophagus nigriceps ingår i släktet Onthophagus och familjen bladhorningar. Inga underarter finns listade i Catalogue of Life.